# Thaumatogelis
Thaumatogelis är ett släkte av steklar som beskrevs av Schwarz 1995. Thaumatogelis ingår i familjen brokparasitsteklar.

## Dottertaxa tillThaumatogelis, i alfabetisk ordning[1][2]
- Thaumatogelis aloiosa
- Thaumatogelis anticecinctus
- Thaumatogelis asiaticus
- Thaumatogelis audax
- Thaumatogelis clavatus
- Thaumatogelis femoralis
- Thaumatogelis fragosus
- Thaumatogelis fuscus
- Thaumatogelis gallicus
- Thaumatogelis improvisus
- Thaumatogelis inexspectatus
- Thaumatogelis innoxius
- Thaumatogelis jonathani
- Thaumatogelis lapidarius
- Thaumatogelis lichtensteini
- Thaumatogelis mediterraneus
- Thaumatogelis mingetshauricus
- Thaumatogelis neesii
- Thaumatogelis nuani
- Thaumatogelis numidicus
- Thaumatogelis pallens
- Thaumatogelis pilosus
- Thaumatogelis rhodensis
- Thaumatogelis robustus
- Thaumatogelis rufipes
- Thaumatogelis rufus
- Thaumatogelis santschii
- Thaumatogelis sardous
- Thaumatogelis sylvicola
- Thaumatogelis vulpinus